# NGC 7027
NGC7027 je planetarna maglica u zviježđu Labud.
HST ju je snimio 1996.. godine.

## Vanjske poveznice
- (engl.) Slika na APOD-u